# Michel Verjux

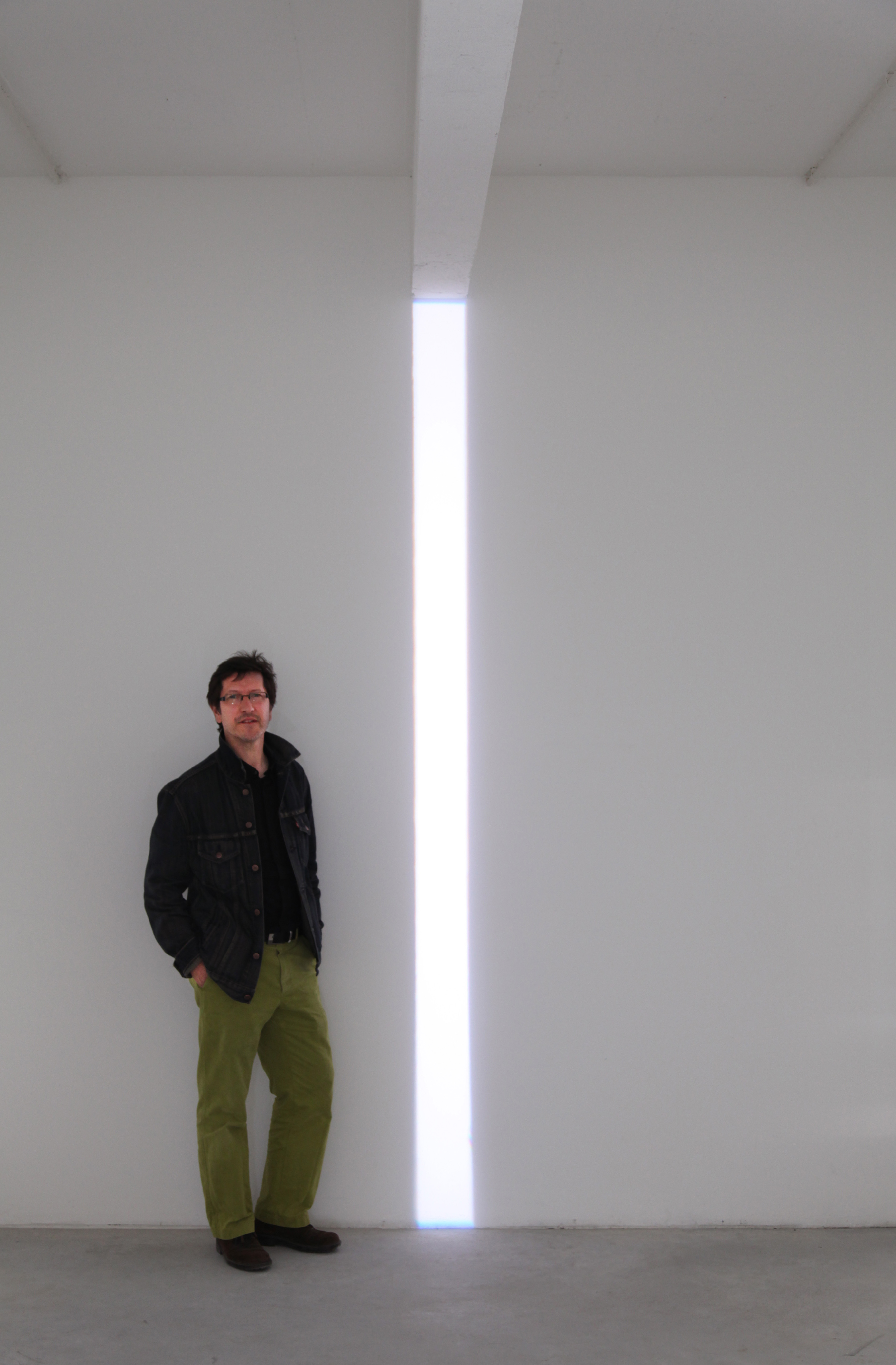
Michel Verjux, Double Zip, Le Silo, collection Billarant, 2011 (ph. J. Douzenel)

Michel Verjux est un artiste visuo-spatial contemporain, poète et théoricien de l'art français, né en 1956 à Chalon-sur-Saône.

## Biographie

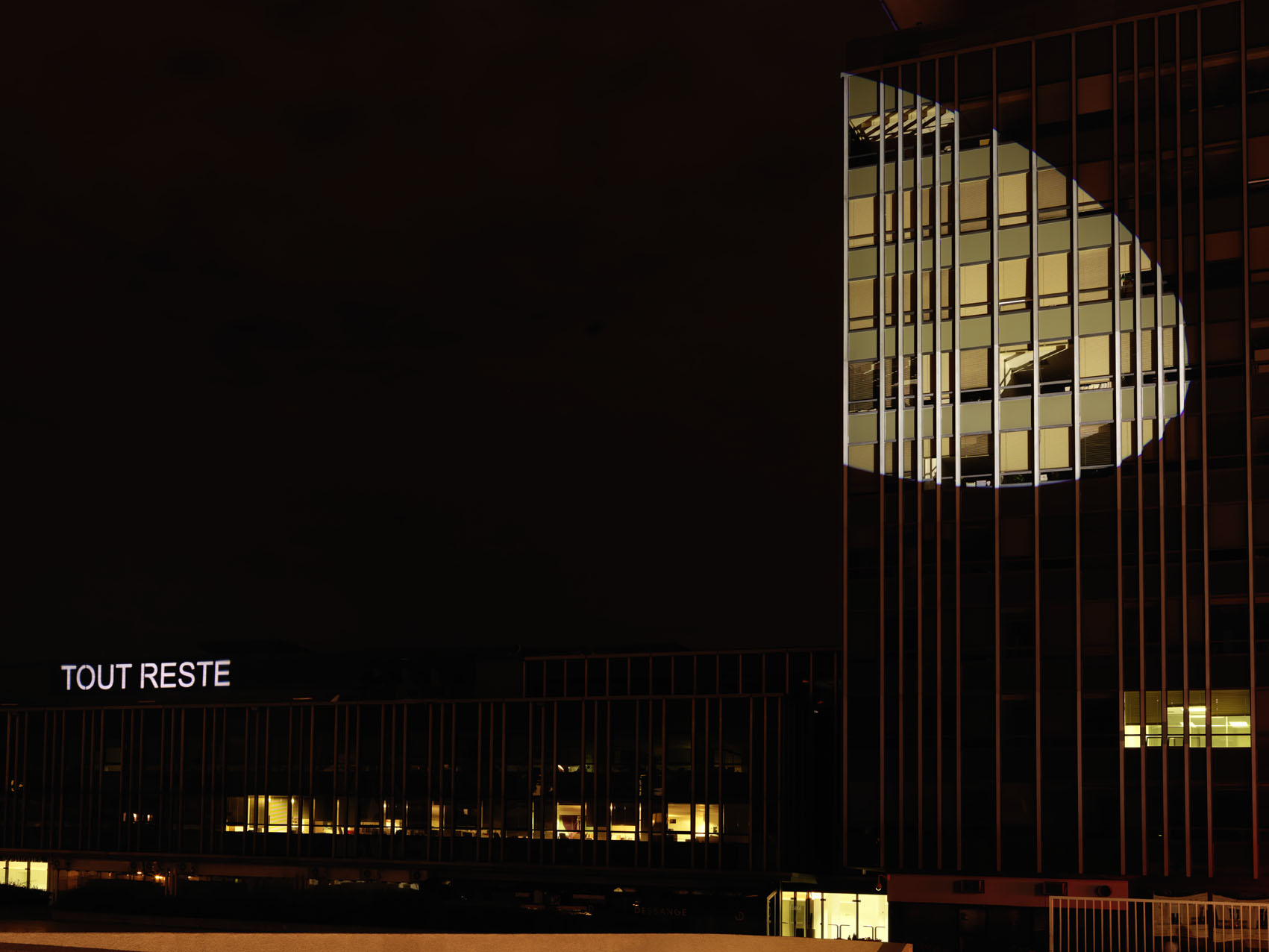
Isabelle Lartault et Michel Verjux, "Tout le reste est dans l'ombre", Nuit Blanche, Paris, 2010 (ph. A. Morin)

De 1976 à 1979, il pratique le théâtre, non seulement en tant qu'acteur, mais également en tant que metteur en scène et éclairagiste (au Théâtre universitaire international de Dijon). De 1979 à 1983, il réalise des performances et des installations vidéo et multimédia. En 1982 il est diplômé de l'École nationale supérieure des beaux-arts de Dijon (atelier de Jaume Xifra). C'est à partir de 1983 qu'il réalise les éclairages que l'on identifie désormais à son travail.
Il est le cofondateur du lieu d'artistes « À la limite », et du centre d'art contemporain Le Consortium, tous deux situés à Dijon, ayant respectivement ouvert en 1981 et 1983.
Michel Verjux est maître de conférences en arts et sciences de l'art à l'université Paris 1 Panthéon-Sorbonne depuis 1996. Par ailleurs, il est membre du Conseil scientifique de la recherche en arts plastiques, Délégation aux arts plastiques, pour le Ministère de la Culture français, de 1997 à 2000, et membre du Conseil d’administration de l’École nationale supérieure d'arts de Cergy-Pontoise depuis 2003.

## Démarche artistique
De Michel Verjux, on connaît depuis les années 1980, ses projections de lumière blanche dans les espaces d’expositions. L’artiste s’inscrit dans la pratique contemporaine de l’installation. Cette pratique questionne en particulier le statut de l'objet d'art, l’espace qui l'entoure et le rôle du spectateur. Avec la lumière comme outil quasi exclusif, l’artiste met en scène l’espace par des données lumineuses, comme Dan Flavin le dématérialisait avec ses néons, Michel Verjux le découpe avec ses « éclairages ». Son œuvre est généralement in situ. En effet les œuvres de Verjux n'existent que dans un espace et dans un temps donnés. Ses éclairages sont induits et définis par le lieu qui est un élément indissociable de l’œuvre.
Michel Verjux fonde son travail à partir du constat que l'art construit un rapport au monde (c'est-à-dire un système de représentations) par un dispositif de monstration, lequel permet d'envisager de nouveaux rapports, de nouvelles structures, au sein des manifestations du réel. L'important n'est donc pas plus dans ce que l'on montre que dans la manière dont on le montre et pourquoi on le montre. Les éclairages qu'il met en place (à partir de 1983) sont donc à appréhender de multiples façons :
• le caractère métaphorique qu'il y a à « éclairer » quelque chose.
• les qualités plastiques les plus concrètes des dispositifs qu'il met en place. Qu’il s’agisse de la qualité de la lumière en elle-même — température, intensité, diffusion, etc. Mais aussi de toutes les qualités matérielles de ce vers quoi elle porte notre attention comme les formes produites. Des formes géométriques simples, frontales et efficaces. Cette efficacité formelle, empreinte du mouvement moderne, ramène à des choses rationnelles et suffisantes pour permettre une simple compréhension de ce qu’elles sont dans un premier temps.
• la manière dont les éclairages altèrent l'espace. En s’installant dans des espaces construits l’artiste propose de révéler leur architecture par un éclairage partiel qui décide d’en laisser disparaître ou d’en montrer des parties.
• la façon dont ces installations introduisent un rapport au corps, au regard, à la spiritualité, ou bien leur caractère intentionnel voire fictionnel. Ses ‘’mises en lumière’’ mettent le spectateur en étroite relation avec l’œuvre, étant donné que le champ visuel est cadré, on se rend compte qu’on est en train de regarder. Peu à peu le spectateur est « en train de prendre la place de l’objet manquant ». L’œuvre nous fait prendre conscience de nous même, de notre place à ce moment précis, comme si on fixait notre être face au lieu et au temps. L’artiste nous invite par cela à méditer sur notre existence. L’architecte Tadao Ando disait d’ailleurs : « un mur devrait encourager les gens à penser ».
Michel Verjux introduit donc dans ses travaux un ensemble complexe de relations non seulement au sein des constituants de l'œuvre mais également au sein des différents niveaux d'appréhension. Son travail entretient des rapports étroits avec la philosophie, qui le nourrit et dont, en retour, elle semble s'enrichir des concepts indicibles qu'il parvient à produire.

Michel Verjux, "Petite et grande portes", 1984, Le Consortium, Dijon, collection MNAM, Centre Georges Pompidou, Paris (ph. A. Morin)

« Voilà en tout cas ce que je considère comme le bon usage de la lumière dans les arts visuels et plastiques : celui d’une lumière réelle en acte dans une situation donnée, c’est-à-dire d’un éclairage. Ou plutôt : d’éclairages. Michel Verjux, automne 2001. »

## Chronologie
Dès ses travaux à l'École nationale supérieure des beaux-arts, Michel Verjux s’inscrivait déjà dans une pratique artistique de l’ordre de la performance et l’installation.
Une performance  universitaire a  été marquante, puisqu'elle fut le déclic duquel découlera sa démarche artistique. Nommée FM 104, cette performance consistait à éclairer, comme il l’explique ; « une partie du sol et du mur avec un projecteur de diapositives, le tout selon un axe qui me semble important pour le spectateur. Éclairer, pour moi, était déjà un acte artistique. Ensuite je repeignais avec application en blanc la zone éclairée. C’était assez long. […] Une fois l’action de peindre achevée […] une image de ciel apparaissait sur le mur. À ce moment-là, les grandes références pour moi étaient Dan Graham, Jochen Gerz et Bruce Nauman ».
Dès lors, les pratiques de Michel Verjux s’établissent selon un protocole décliné au cours de chaque exposition. Son travail se construit et se développe tel un langage sans cesse en évolution, autour de la mise en place d’un procédé fait de lumière. La première étape qu’il appela « ombre et lumière » s’exprima de 1983 à 1985. À ce moment-là, l’artiste mettait en œuvre ses éclairages à l’aide de projecteur de diapositives, et dans des lieux d’exposition qui avaient besoin d’être obscurcis. Par la mise en scène d’objets (fils à plomb, tables superposées …), s’installant entre la source lumineuse et le fond (mur), l’artiste découpe des formes et renvoi le spectateur à se questionner sur la morphologie de l’environnement, autant que sur la lumière projetée elle-même. Ces objets intermédiaires, Michel Verjux les appellera des « détours poétiques ».
L’exposition Lumière  à Montréal en 1986, marque un nouveau pas dans la démarche. En effet, Michel Verjux comprend alors que la projection peut se suffire à elle-même. A l’aide de projecteurs posés directement au sol, et d’une lumière rasante, l’artiste se détache de l’objet-obstacle. Cette évolution dans son langage artistique est d’autant plus marquante qu’elle s’attaque directement à la mise en forme matérielle de l’œuvre. Par la pièce exposée à Montréal Hommage au sol et au mur, que l’artiste requalifiera comme un « hommage à l’ici et maintenant », l’intérêt change de finalité et se porte désormais sur le processus qui génère les choses et les relations qui s’établissent entre elles plus que dans l’aspect formel ou concret de celles-ci. Dès lors, Michel Verjux développe son langage autour de ce procédé sans objet, où l’éclairage est la seule matérialité de l’œuvre.
La phase suivante d’évolution notable, se joue cette fois dans l’utilisation des éclairages. C’est à l'occasion d’une commande publique que la question de l’appareil d'éclairage surgit. Prévue pour une maternelle, l'installation doit être visible pendant la journée, Michel Verjux doit donc composer son œuvre avec la lumière ambiante. C’est à ce moment qu'il s’approprie le projecteur à découpe comme nouvel outil. Ce dispositif  n’est plus un matériel technique de projection d’images, comme l’est le projecteur de diapositives, mais une source de lumière directe. De plus il s'agit d’une technique d’éclairage de spectacle utilisée notamment pour le cinéma, le théâtre, la danse… L'utilisation du projecteur à découpe marque une intensification de la lumière. L’artiste justifie cette évolution technique en expliquant que « le changement est d’autant plus décisif qu’il nous apporte plusieurs gains simultanés ». À partir de là, les œuvres s’inscrivent dans ce Verjux appelle : « la lumière dans la lumière ».
1991, Michel Verjux fait ses premiers travaux en extérieur. Nouvelle phase significative puisque cette fois ci c’est l’espace d’exposition qui évolue et s’étend. À L'extérieur, l’œuvre s’efface le jour pour laisser place au soleil et réapparait la nuit. L’artiste précise : « on ne remplace pas le soleil, on prend juste son relais, modestement et pour une durée limitée». En extérieur, le statut de l'éclairage peut être modifié alors modifiée : il s’inscrit tout autant dans une dynamique d’éclairage artistique que d’éclairage public.
Depuis une dizaine d'années Michel Verjux intervient de plus en plus dans l’espace public.

Michel Verjux, "Suite de trois fragments de lumière projetée", Musée national de préhistoire, Les Eyzies de Tayac, 2004 (ph. Ph. Jugie)

## Expositions, commandes publiques et assimilées

### Expositions personnelles récentes (sélection)
- 1984
  - « Espace 1, Espace 2 » avec François Perrodin au Consortium à Dijon[9].